# Léon Abel Provancher
Léon Abel Provancher, född 10 mars 1820 i Quebec, död 23 mars 1892 i Quebec, var en kanadensisk katolsk präst och naturforskare. Hans pionjärarbete med att utforska Kanadas flora och fauna gav honom epitetet "den kanadensiska naturhistoriens fader".
Auktorsnamnet Prov. kan användas för Léon Abel Provancher i samband med ett vetenskapligt namn inom botaniken; se Wikipediaartiklar som länkar till auktorsnamnet.